# 久保亨
久保 亨（くぼ とおる、1953年3月30日 - ）は、日本の歴史学者。専門は、東洋史・中国近現代史。信州大学人文学部教授を経て、同特任教授、東洋文庫研究員。元歴史学研究会委員長。日本学術会議連携会員。近現代中国の社会経済史、特に1920年代から1950年代にかけての経済政策史と企業経営史を専門とする。
東京都出身。

## 経歴
- 1972年 東京教育大学附属駒場高等学校（現筑波大学附属駒場高等学校）卒業
- 1976年 東京大学文学部東洋史学専攻卒業
- 1979年 一橋大学大学院社会学研究科地域社会学修士課程修了
- 1981年 東京大学東洋文化研究所助手
- 1988年 信州大学人文学部助教授
- 1995年 信州大学人文学部人間情報学科教授
- 2013年 歴史学研究会委員長

## 著書

### 単著
- 『中国経済100年のあゆみ――統計資料で見る中国近現代経済史』（創研出版 1991年／第2版1995年）
- 『戦間期中国〈自立への模索〉――関税通貨政策と経済発展』（東京大学出版会 1999年）
- 『戦間期中国の綿業と企業経営』（汲古書院 2005年）
- 『シリーズ中国近現代史４ 社会主義への挑戦 1945-1971』（岩波新書 岩波書店 2011年）
- 『日本で生まれた中国国歌――「義勇軍行進曲」の時代 (シリーズ日本の中の世界史)』（岩波書店 2019年）
- 『現代中国の原型の出現――国民党統治下の民衆統合と財政経済』（汲古叢書 汲古書院 2020年）
- 『20世紀中国経済史論』（汲古叢書 汲古書院 2020年）

### 編著
- 『1949年前後の中国』（汲古書院 2006年）
- 『中国経済史入門』（東京大学出版会 2012年）

### 共著
- （姫田光義・阿部治平・石井明・岡部牧夫・中野達・前田利昭・丸山伸郎）『中国20世紀史』（東京大学出版会 1993年）
- （土田哲夫・高田幸男・井上久士）『現代中国の歴史――両岸三地100年のあゆみ』（東京大学出版会 2008年）
- （加藤弘之）『叢書 中国的問題群（5）進化する中国の資本主義』（岩波書店 2009年）
- （瀬畑源）『国家と秘密 隠される公文書』（集英社新書 集英社 2014年）
- （加島潤・木越義則）『統計でみる中国近現代経済史』（東京大学出版会 2016年）
- （土田哲夫・高田幸男・井上久士・中村元哉）『現代中国の歴史――両岸三地100年のあゆみ 第2版』（東京大学出版会 2018年)

### 共編著
- （佐伯有一・濱下武志・上野章）『中国経済関係雑誌記事総目録』（東京大学東洋文化研究所附属東洋学文献センター 1983年）
- （横山宏章・川島真）『周辺から見た20世紀中国――日・韓・台・港・中の対話』（中国書店 2002年）
- （本庄比佐子・内山雅生）『興亜院と戦時中国調査―付・刊行物所在目録』（岩波書店 2002年／オンデマンド2017年）
- （石島紀之）『重慶国民政府史の研究』（東京大学出版会 2004年）
- （飯島渉・村田雄二郎）『シリーズ20世紀中国史 第3巻 グローバル化と中国』（東京大学出版会 2009年）
- （飯島渉・村田雄二郎）『シリーズ20世紀中国史 第4巻 現代中国と歴史学』（東京大学出版会 2009年）
- （嵯峨隆）『中華民国の憲政と独裁 1912―1949』（慶應義塾大学出版会 2011年）
- （富澤芳亜・萩原充）『近代中国を生きた日系企業』（大阪大学出版会 2011年）
- （本庄比佐子・内山雅生）『華北の発見』（汲古書院 2014年）
- （波多野澄雄・西村成雄）『日中戦争の国際共同研究5 戦時期中国の経済発展と社会変容』（慶応義塾大学出版会 2014年）
- （安藤正人・吉田裕）『歴史学が問う公文書の管理と情報公開――特定秘密保護法下の課題』（大月書店 2015年）
- （水島司・加藤博・島田竜登）『アジア経済史研究入門』（名古屋大学出版会 2015年）
- （波多野澄雄・中村元哉）『日中戦争の国際共同研究6 日中終戦と戦後アジアへの展望』（慶応義塾大学出版会 2017年）
- （中村元哉・大澤肇）『現代中国の起源を探る 史料ハンドブック』（東方書店 2019年）

### その他
- （岸本美緒・尾形勇編）『新版世界各国史 中国史』（山川出版社 1998年）
- （西村成雄編）『現代中国の構造変動 ３ ナショナリズム』（東京大学出版会 2000年）
- （姫田光義編）『戦後中国国民政府史の研究 1945－1949年』（中央大学出版部  2001年）
- （秋田茂・籠谷直人編）『1930年代のアジア国際秩序』（渓水社 2001年）
- （礪波護・岸本美緒・杉山正明編）『中国歴史研究入門』（名古屋大学出版会 2006年）